# Кнут (бели медвед)
Кнут (Берлин, Немачка, 5. децембар 2006 — 19. март 2011) је био бели медвед рођен у Берлинском зоолошком врту. Пошто га је мајка одмах одбацила, одгајили су га радници зоолошког врта. Он је, после више од 30 година, био прво младунче белог медведа у Берлинском зоолошком врту које је преживело. Поставши у једном тренутку предмет међународне контроверзе, био је популарна туристичка атракција која је донела велики комерцијални успех. Када је немачки таблоид „Билт“ цитирао једног активисту за права животиња који је изјавио да би младунче требало убити, јавност је негодовала у више земаља. Деца и други обожаваоци су се окупили испред зоолошког врта да подрже опцију по којој би се људи бринули о младунчету. Бројни имејлови и писма подршке мечету су стигли из целог света.
Кнут је постао центар медијског феномена званог „кнутоманија“, тј. производње играчака, репортажа и издавања видео дискова и књига са Кнутом као главним јунаком. Због свега овога, мече је било допринело значајном повећању прихода у Берлинском зоолошком врту 2007, које се процењује на 5 милиона евра. Посета зоолошком врту се по неким проценама повећала за 30%, што је 2007. учинило најпрофитабилнијом у 163. године дугој историји Берлинског зоолошког врта.

## Биографија

### Рођење
Рођен је у Берлинском зоолошком врту; мајка му је двадесетогодишња Тоска, бивша циркуска животиња у Источној Немачкој, рођена у Канади, а отац тринаестогодишњи Ларс, који је рођен у Хелабрунском зоолошком врту, у Минхену. После нормалне трудноће, Кнут и његов неименовани брат су рођени 5. децембра 2006. Тоска је из непознатих разлога одбацила своје младунце, оставивши их на стени у станишту белих медведа. Радници у зоолошком врту су их спасили користећи продужене рибарске мреже. Кнутов брат је угинуо 4 дана касније од инфекције. Величине морског прасета, Кнут је прва 44 дана живота провео у инкубатору, пре него што је радник у зоолошком врту Томас Дерфлајн почео да се брине о њему.
Како би испуњавао све потребе мечета, Дерфлајн је спавао на душеку поред њега, играо се с њим, купао га и хранио. У почетку, на свака 2 сата га је хранио вештачким млеком са додатком уља из јетре бакалара да би, пошто је Кнут напунио 4 месеца, прешао на млечну кашу од хране за мачке и витамина. Такође, Дерфлајн је пратио мече на његовим једночасовним приказивањима публици, која су се обављала два пута на дан, што је довело до тога да се појавио на бројним фотографијама и снимцима мечета. Тако је Дерфлајн је добио статус мини-звезде у Немачкој и награђен је берлинском Медаљом за заслуге у част његове непрекидне бриге о Кнуту. Дерфлајн је преминуо од срчаног удара у септембру 2008.

### Контроверза
Почетком марта 2007. немачки таблоид „Билт“ је цитирао борца за права животиња Франка Албрехта, који је изјавио како би мече пре требало убити, него га понизити тако што ће бити одгајано као „припитомљени љубимац“. Албрехт је тврдио да зоолошки врт крши прописе о заштити животиња, тако што га одржава у животу. Волфрам Граф-Рудолф, директор зоолошког врта у Ахену, сложио се са Албрехтом и изјавио је да „би радници у зоолошком врту требало да имају храбрости да пусте медведа да умре“, пошто је био одбачен, као и да ће „умирати помало“ сваки пут када буде одвојен од оног ко води рачуна о њему. Група деце се окупила код зоолошког врта, носећи плакате са натписима „Кнут мора живети“ и „Волимо Кнута“, а и многи други су послали електронска и поштанска писма, тражећи да се живот младунчета поштеди. Албрехт је примао претећа писма. Званичници Берлинског зоолошког врта су реаговали обећавши да неће повредити Кнута.
Албрехт, који није био члан ниједне организације за заштиту права животиња, касније је тврдио да је његова изјава истргнута из контекста; према његовој тврдњи, он је у децембру 2006. поднео тужбу против Лајпцишког зоолошког врта зато што су убили младунче уснатог медведа које је одбацила мајка. Случај је био одбијен под образложењем да је неприкладно да људи гаје дивље животиње. Албрехт, који се противио таквој пресуди, изјавио је да он није предложио убијање мечета зато што је то желео, већ како би скренуо пажњу на одлуку Лајпцишког зоолошког врта, која би Берлинском зоолошком врту дала права да убије Кнута. Већина међународних медија се, ипак, ослонила на верзију коју је објавио „Билт“ и објавила Албрехтову изјаву, наводно истргнуту из контекста. Публицитет који је због тога настао уздигао је Кнутов случај из државних у међународне оквире.

### У центру пажње
Кнут је први пут приказан јавности 23. марта 2007. Тога дана, који је назван „Кнутовим даном“, око 400 новинара је посетило Берлински зоолошки врт, како би известили о првом приказивању младунчета светској јавности. Пошто се веома рано нашао у фокусу светских медија, током његове прве године живота кружиле су многе приче и подизале су се лажне узбуне везане за здравље и добробит мечета. На пример, 16. априла 2007. Кнут није приказиван публици због болова изазваним растом десног горњег очњака, али су првобитни извештаји неодређено говорили о томе како болује од непознате болести и да прима терапију антибиотицима. Такође, много буке се подигло око претње смрћу која је послата 18. априла 2007, нешто пре 3 сата поподне, по локалном времену. Зоолошки врт је факсом примио анонимно писмо следеће садржине: „Кнут је мртав! Четвртак подне.“. Као одговор на претњу, полиција је појачала мере безбедности око Кнутовог станишта. Време које је наведено у писму прошло је без инцидената или напада на Кнута.
Упркос томе што је немачки недељник „Шпигл“ 30. априла 2007. објавио како Кнут како стари тако „постаје све мање сладак“, Кнут је наставио да привлачи рекордни број посетилаца у зоолошки врт тог лета. Пошто је у јулу 2007. напунио 7 месеци и достигао тежину од 50 kg, његова редовна приказивања посетиоцима зоолошког врта, два пута на дан, су отказана, а као разлог је наведена забринутост управе за безбедност Кнутовог чувара. Представник за медије зоолошког врта Регине Дам је такође изјавила да је време за медведа да се „дружи са другим медведима, а не са људима“. Пошто је живео у истом станишту са Ернстом, малезијским црним медведом који је рођен месец дана пре Кнута, и његовом мајком, Кнут је пребачен у сопствени животни простор. Иако је број посетилаца почео да пада са изванредно високог у марту и априлу, Кнут је остао главна атракција зоолошког врта и у остатку 2007. У августу исте године, забележено је 400.000 посетилаца, што је представљало највећи број у историји Берлинског зоолошког врта.
Вести о Кнуту и његовом животу у зоолошком врту биле су преношене широм света и крајем 2007. Његова строга дијета, неопходна да би прекинуо добијање на тежини која би му у дивљини помогла да преживи тешке зиме, нашла се у медијима изван Немачке. Број његових дневних оброка је смањен са 4 на 3, а калорична храна, као што су кроасани које млади бели медвед посебно воли, је забрањена. Пошто је месец дана касније, у септембру, повредио стопало када је пао са влажне стене у свом станишту, обожаваоци широм света су изразили забринутост и подршку славном белом медведу.

### После 2007.
У новембру 2007. Кнут је тежио 90 kg и чинило се да је превише опасан да би се с њиме долазило у близак контакт, тако да је контакт између њега и људи који су га неговали смањен. Прославу младунчетовог првог рођендана, којој је присуствовало на стотине деце, уживо је преносила Немачка телевизија. Национална ковница новца је издала 25.000 специјалних сребрних новчића, како би обележила његов рођендан. Кнутова будућа улога у Берлинском зоолошком врту може бити и да постане „привлачан пастув“ за женке у другим зоолошким вртовима како би дао допринос у очувању своје врсте. Пре него што напуни 3 или 4 године, уобичајено доба када медведи постају полно зрели, Кнут ће вероватно бити пребачен у други зоолошки врт са више партнерки које су приближно његовог узраста.
Иако се и даље сматра младунчетом, годину дана после свог првог јавног приказивања Кнут је тежио више од 130 kg. Преграда од стакла дебљине 15,24 cm, довољно снажна да издржи удар бетона, постављена је између њега и посетилаца. Крајем марта 2008. Маркус Ребке, један од радника који су учествовали у Кнутовом гајењу, изјавио је за „Билт“ да би требало да медвед што пре напусти зоолошки врт како би се прилагодио на живот без људи. Такође, Ребке је изјавио да се јасно види да Кнуту недостаје његова некадашња очинска фигура, Томас Дерфлајн, као и да је толико навикао на пажњу да цвили када нема никог у близини његовог станишта. „Кнуту је потребна публика“, рекао је Ребке. „То се мора променити.“ У априлу исте године, учесници кампање за добробит животиња су критиковали Берлински зоолошки врт зато што су дозволили Кнуту да улови и поједе десет шарана из баре која окружује његово станиште. Наиме, тврдили су да то представља кршење немачких прописа о заштити животиња. Стручњак Берлинског зоолошког врта за медведе Хајнер Клес изјавио је да је Кнутово понашање „део тога што је он бели медвед“.
У јулу 2008. Нојминстерски зоолошки врт, у којем се налази Кнутов отац, тужио је Берлински зоолошки врт због профита који је остварен захваљујући Кнуту. Иако је Берлински зоолошки врт признао да је Кнут власништво Нојминстерског зоолошког врта, противио се подели прихода. Нојминстерски зоолошки врт је прво покушао да преговара са колегама из Берлина, али су касније захтевали да суд одлучи у њихову корист. Петер Дрива, директор Нојминстерског зоолошког врта, изјавио је да они „не желе да одведу Кнута из његовог окружења, али да имају право да захтевају свој новац.“
У новембру исте године, један тридесетседмогодишњак је ускочио у Кнутово станиште, али су чувари успели да га одатле извуку пре него што је дошао у контакт са Кнутом. Наводећи разлог свог поступка, човек је рекао „да је усамљен и да му се чинило да је Кнут такође усамљен.“ У априлу 2009. једна жена је покушала самоубиство тако што је скочила у кавез белих медведа у време њиховог оброка. Пре него што су је чувари извукли из кавеза, медведи су је већ изуједали по рукама и ногама, али Кнут није био међу њима.

## Ефекти популарности

### Комерцијални успех
Крајем марта 2007. Берлински зоолошки врт је регистровао Кнута као своју трговачку марку. Као резултат тога, вредност његових акција на Берлинској берзи се удвостручила. Са претходне цене од 2.000 евра по акцији, скочиле су на 4.820 евра само недељу дана касније. Берлински зоолошки врт је објавио процену да је број посетилаца за 2007. порастао за 30%, што је ту годину учинило најпрофитабилнијом у његовој 163. године дугој историји. Кнут је зоолошком врту у којем је рођен донео скоро 5 милиона евра те године, углавном захваљујући повећању броја посетилаца, као и количини продатих производа везаних за њега.
Разне компаније су оствариле зараду захваљујући пажњи која је окруживала Кнута, тако што су развијале производе попут мелодија за мобилне телефоне и мекане меде. Чувена компанија за производњу плишаних играчака „Маргарете Штајф“ произвела је неколико играчака од плиша везаних за Кнута, у три величине и три модела: у седећем, стајаћем и лежећем положају. Првих 2.400 играчака које су се ексклузивно продавале у Берлинском зоолошком врту продате су за само 4 дана. Новац добијен захваљујући сарадњи са „Маргарете Штајф“ био је намењен реновирању станишта белих медведа у Берлинском зоолошком врту. Почетком априла 2007. немачка компанија за производњу слаткиша „Харибо“ произвела је гумене медведиће са укусом малине, које је назвала „Cuddly Knut“ (срп. Маза Кнут). Такође, иста компанија се обавезала да ће Берлинском зоолошком врту донирати по 10 евро-центи за за свако паковање гумених бомбона „Cuddly Knut“ које се прода. Гумени медведићи су се продали тако брзо да је ова компанија из Бона морала да прошири производњу на још једну фабрику како би се изборила за потражњом.
Кнут је био тема неколико популарних песама у Немачкој, од који су најуспешније били синглови „Knut Is Cute“ (срп. Кнут је сладак) и „Knut, der kleine Eisbär“ (срп. Кнут, мали бели медвед), коју је написала деветогодишња Кити из Кепеника. Блог са најновијим информацијама о познатом белом медведу одржава новинар у регионалном седишту „Радио Берлин-Бранденбурга“ (РББ); блог се пише на немачком, енглеском и шпанском језику. РББ је такође одговоран за телевизијски програм који се приказује једном недељно у Немачкој, а посвећен је Кнуту. Кнут је био предмет неколико издања видео-дискова, укључујући и један под именом „Knut - Stories from a Polar Bear's Nursery“ (срп. Кнут — приче из вртића белог медведа). На насловној страни немачког издања магазина „Ванити фер“ (енгл. Vanity Fair), Кнут се појавио 29. марта 2007, а исто издање је садржало и неколико страна са текстом о животу младунчета.
Њујоршка компанија „Тертл понд продакшнс“ (енгл. Turtle Pond Productions) и Берлински зоолошки врт су 1. маја 2007. објавили да су постигли договор око дозволе за објављивање књиге о Кнуту широм света, како би се подигла свест о проблему глобалног загревања. Књига од 44 стране, „Кнут, мали бели медвед“, коју су написали Крег Хаткоф (енгл. Craig Hatkoff) и његове кћерке Џулијана и Изабела, садржи Кнутову животну причу, као и фотографије које никада раније нису биле објављене. Иако је неколико књига о Кнуту већ било објављено у Немачкој, ово је прва чије је издавање одобрио Берлински зоолошки врт.
У Немачкој, књигу је 26. јула 2007. издао „Равенсбургер“, а у САД ју је у новембру исте године издала компанија „Сколастик корпорејшон“ (енгл. Scholastic Corporation) и то под називом „Кнут: како је мали бели медвед освојио свет“ (енгл. Knut: How One Little Polar Bear Captivated the World). Права на објављивање књиге су продата и издавачима у Јапану, Енглеској, Мексику, Кини и Италији.
Директор Берлинског зоолошког врта је 31. децембра 2007. потврдио да је зоолошки врт од холивудског филмског продуцента Еша Р. Шаа (енгл. Ash R. Shah) добио понуду за снимање цртаног филма о Кнутовом животу. Ша је Берлинском зоолошком врту понудио склапање уговора вредног 3,5 милиона евра. Кнут се први пут појавио на великом екрану у немачком филму „Кнут и његови пријатељи“, који је премијерно приказан у Берлину, 2. марта 2008. Овај филм, у режији Мајкла Џонсона (енгл. Michael Johnson), описује како је Кнут спашен пошто га је мајка напустила. Поред Кнута, у филму се појављује породица белих медведа са Арктика, као и два младунчета мрког медведа из Белорусије.

### Утицај на заштиту животне средине
Др Гералд Улих, из одбора повереника Берлинског зоолошког врта, изјавио је да је, због своје огромне популарности, Кнут постао средство комуникације са људима и да има способност да „привуче пажњу на заштиту околине на леп начин. Не претњама и грђењем.“ Захваљујући овој изјави, немачки министар за заштиту животне средине Зигмар Габријел званично је прихватио Кнута као маскоту конференције о угроженим врстама која је одржана у Бону, 2008. Он је посетио Кнута убрзо после његовог првог појављивања у јавности и том приликом је рекао да је Кнут у сигурним рукама, да су „бели медведи широм света у опасности и да је добра ствар ако Кнут може да им помогне.“
Фотограф Ени Либовиц је сликала Кнута за кампању за заштиту животне средине, укључујући и „Зелени проблем“, издање које је у мају 2007. објавио „Ванити фер“, а у којем се Кнут уз помоћ фотомонтаже налази на слици са америчким глумцем Леонардом Дикаприом. Познати бели медвед се налази и на логоу кампање против глобалног загревања коју је организовало немачко министарство за заштиту животне средине. Специјално издање поштанских марки, на којима се поред једногодишњег Кнута налази и слоган „Сачувајмо природу широм света“, издато је 9. априла 2008.

## Смрт
Дана 19. марта 2011, када је имао четири године, Кнут је угинуо у свом кавезу. Сведоци су изјавили да се лева нога медведа почела трести и да је постао узнемирен. Око 600 до 700 посетиоца се задесило у том тренутку.
Стотине фанова су посетили зоолошки врт после смрти медведа, остављајући цвеће и разне успомене близу ограде кавеза. Градоначелник Берлина Клаус Воверајт је изјавио како је Кнут био „звезда берлинског зоолошког врта“.